# Elisângela Paulino
Pour les articles homonymes, voir Paulino.
Elisângela Pereira de Souza Paulino est une joueuse brésilienne de volley-ball née le 29 avril 1980 à Brasilia. Elle mesure 1,87 m et joue au poste d'attaquante. 

## Clubs
| Club                  | De        | À         |
| --------------------- | --------- | --------- |
| Força Olímpica        | 1996-1997 | 1999-2000 |
| Macaé Sports          | 2000-2001 | 2000-2001 |
| Upis Brasilia         | 2001-2002 | 2001-2002 |
| EC União Suzano       | 2001-2002 | 2001-2002 |
| Numune SK Ankara      | 2002-2003 | 2002-2003 |
| Beşiktaş İstanbul     | 2003-2004 | 2003-2004 |
| SSK Ankara            | 2004-2005 | 2004-2005 |
| JT Marvelous          | 2005-2006 | 2005-2006 |
| Castellana Grotte     | 2006-2007 | 2008-2009 |
| Volley San Vito       | 2009-2010 | 2009-2010 |
| Azerrail Bakou        | 2010-2011 | 2011-2012 |
| Hisamitsu Springs     | 2012-2013 | 2012-2013 |
| Brasília Vôlei        | 2013-2014 | 2013-2014 |
| Maranhão Vôlei        | 2014-2015 | 2014-2015 |
| Club Voleibol Murillo | jan 2016  | mai 2016  |
| Pursaklar Belediyesi  | 2016-2017 | 2017-2018 |
| Khonkaen Star         | jan 2018  | …         |

## Palmarès
- Championnat de Turquie
  - Finaliste : 2004.
- Challenge Cup
  - Vainqueur : 2011.
- Championnat d'Azerbaïdjan
  - Finaliste : 2011.
- V Première Ligue
  - Vainqueur : 2013.
- Tournoi de Kurowashiki
  - Vainqueur : 2013.
- Copa de la Reina
  - Vainqueur : 2016.
- Championnat d'Espagne
  - Vainqueur : 2016.